# За синей дверью (фильм)
«За си́ней две́рью» (пол. Za niebieskimi drzwiami) — польский кинофильм в жанре фэнтези режиссёра Мариуша Палея, выпущенный в 2016 году. Является экранизацией одноимённого произведения писателя Марчина Щигельского.
В 2018 году фильм получил специальный приз жюри международного кинофестиваля «Молодость» в Киеве, а также был номинирован на главный приз — «Скифский олень».

## Сюжет
Одиннадцатилетний Лукаш едет вместе с мамой, воспитывающей его в одиночку, в отпуск. В результате автомобильной аварии они попадают в больницу. У Лукаша серьезно повреждена нога, а его мать находится в коме. Опекуном Лукаша становится соседка мальчика, пожилая госпожа Цыбульска.
Однажды к ним приезжает некая тетя Агата, которую Лукаш раньше не видел, и предлагает ему переехать в её пансионат, на что мальчик соглашается. В пансионате он совершает неожиданное открытие — через синюю дверь в его комнате можно попасть в сказочную страну, где живёт злодей Крвавец и многие другие удивительные существа. Лукаш объединяется с новыми друзьями и вступает с ним в борьбу.

## В ролях
| Исполнитель роли  | Имя персонажа на русском | Имя персонажа в оригинале |
| ----------------- | ------------------------ | ------------------------- |
| Доминик Ковальчик | Лукаш                    | пол. Łukasz               |
| Эва Блащик        | тётя Агата               | Ciotka Agata              |
| Михал Жебровский  | Крвавец                  | пол. Krwawiec             |
| Тереса Липовская  | г-жа Цыбульска           | пол. Pani Cybulska        |
| Адам Ференцы      | врач                     | пол. Lekarz               |
| Магдалена Нечь    | мама Лукаша              | пол. Mama Łukasza         |
| Марсель Сабат     | папа Лукаша              | пол. Tata Łukasza         |